# 区庄站
区庄站是广州地铁5號線及6號線的换乘站，位於中国广东省广州市越秀区环市东路农林下路口的地底。本站於2009年12月28日随5号线首期通车而正式啟用，2013年12月28日随6号线通车成为换乘车站。

## 车站结构

### 車站樓層
本站建筑面积2.5万平方米，共有六層，地面為车站各出入口，周边为環市東路、農林下路及附近建築物，在E出入口站房部分的屋顶设有车站冷却塔，地上二層為车站冷站，地下一層為設備用房；地下二层为北站厅；地下三层为5號線站台層；地下四层为北站廳客流集散區以及南站廳；地下五層為6號線站台層。
與5號線使用暗挖法建設站台的各站一樣，本站5號線部分使用了搪瓷板裝修車站，配色為湖綠色；而6號線部分則使用了玻璃幕板裝修，配色為首期非重點站統一的灰綠色。
值得一提的是，本站除了位於環市東路北側的北站廳為明挖外，包括兩線月台以及農林下路地底的南站廳等結構都使用了暗挖法完成。
雖然6號線建設時需要根據國家新標準在車站內加設公共洗手間，但由於本站随5号线統一設計并同步建成，5號線設計施工時没有考慮設置公共洗手間，後期6號線建設時亦未能騰出足夠的設備區空間以設置公共洗手間，因此本站是6號線首期少數沒有站內公共洗手間的車站之一。乘客可出站前往C出口鄰近的市政公廁。
| 地上二层 | 设备层       | 车站冷站                                                    |  |  |
| 地面     | E出入口      | 警务室、售票機、安检设施                                    |  |  |
| 地下一层 | 设备层       | 车站设备                                                    |  |  |
| 地下二层 | 北站厅 5号线 | 售票機、客服中心、母婴室、安检设施 非付費區聯絡通道往南站廳 |  |  |
| 地下三层 | 2 站台       | █5号线 滘口方向（下站：淘金）                               |  |  |
|          | 分离式站台   |                                                             |  |  |
|          |              | 通道连接两侧站台                                            |  |  |
|          | 分离式站台   |                                                             |  |  |
|          | 1 站台       | █5号线 黄埔新港方向（下站：动物园）                         |  |  |
| 地下四层 | 客流集散厅   | 来往 █5号线 █6号线                                          |  |  |
|          | 南站厅 6号线 | 售票機、客服中心、安检设施 非付費區聯絡通道往北站廳         |  |  |
| 地下五层 | 4 站台       | █6号线 潯峰崗方向（下站：东山口）                           |  |  |
|          | 分离式站台   |                                                             |  |  |
|          |              | 通道连接两侧站台                                            |  |  |
|          | 分离式站台   |                                                             |  |  |
|          | 3 站台       | █6号线 香雪方向（下站：黄花岗）                             |  |  |

### 站厅
区庄站现时建有2个站厅，位于环市东路北側的北站厅，以及农林下路地底的南站厅。北站厅位于地下二层，色系为湖綠色；南站厅位于地下四层，色系为灰绿色。两个站厅之间通過车站东侧的非付费区通道连接。兩個站厅均設有客務中心和多组售票机。
站厅收费区内设有多组扶手电梯和楼梯可供乘客来往于南北站厅、客流集散廳以及各自线路的月台。此外，北站厅付费区内设有一台连接5号线月台的专用电梯。另外由于车站设计的所限，6号线站台無法设置直達站廳的专用电梯，乘客如需乘坐专用电梯來往站厅和6号线月台層，只能先抵達5号线月台層，隨後再转乘另一部往北站厅付费区的专用电梯。
由于车站的特殊设计，车站站厅无论是收费区还是非收费区均没有设置商店；但会设置自动售卖机以及共享充电宝等自助服务。而本站的母婴室设于地下一层北站厅靠近前往客流集散廳的扶手电梯旁。

### 月台以及换乘
本站5號線月台設於環市東路地底，6號線月台則設於農林下路地底。兩線月台各自為同層的分離式月台，均以島式月台的方式排列，並通過行人通道連接。
兩線月台以及北站廳負一層都分別設有扶手电梯及樓梯連接至北站廳負四層的客流集散廳，換乘則需經過客流集散廳進行。乘客亦可通过连接两线月台的升降机进行更为直接的换乘。
两线月台上的書法站名字体也有所区别，5号线在焗漆板上采用由叶根友制作的书法字体，6号线在玻璃板上采用华文行楷電腦字体。

### 出入口
区庄站目前设有6个出入口供乘客进出，出入口分布于车站南北站厅以及联络通道，其中E出入口设有专用电梯以连接车站北站厅。
|                                           |                                                       |      |          | |
|                                           |                                                       |      |          | |
| 編號                                      | 设施                                                  | 照片 | 出口指示 | 建議前往的目的地 |
| 南北站廳聯絡通道                          |                                                       |      |          | |
| A                                         | 扶手电梯标志                                          |      | 环市东路 | 先烈南路、中山大学中山眼科中心、广州市执信中学                                                                              |
| C                                         | 盲道标志 · 扶手电梯标志                               |      | 环市东路 | 广东工业大学、广东工大（地铁区庄站）公交车站（东行）                                                                        |
| 南站廳                                    |                                                       |      |          | |
| B1                                        | 盲道标志                                              |      | 农林下路 | 犀牛路、犀牛路口公交车站①（南行）                                                                                           |
| B2                                        | 扶手电梯标志                                          |      | 农林下路 | 东风东路、广东省教育厅、广东省文化和旅游厅、广东粤剧艺术中心、广东省人民政府教育督导室、广发银行、犀牛路口公交车站②（南行） |
| 北站廳                                    |                                                       |      |          | |
| D                                         | 扶手电梯标志                                          |      | 环市东路 | 广东工大（地铁区庄站）公交车站（西行）                                                                                      |
| E                                         | 盲道标志 · 升降机标志 · 无障碍通道标志 · 扶手电梯标志 |      | 环市东路 | 先烈中路、犀牛北街、区庄立交                                                                                                |
| 註： 設有 \| 設有 \| 設有 \| 設有扶手電梯 |                                                       |      |          | |

## 接驳交通
区庄站附近设多个巴士车站，例如位于环市东路两侧的广东工大巴士中途站，以及位于农林下路的犀牛路口巴士中途站，方便乘客转驳巴士前往广州市区各地。
| 编号 | 编号                 | 线路                   | 线路                  | 线路                           | 收费                  | 备注                                       |
| ---- | -------------------- | ---------------------- | --------------------- | ------------------------------ | --------------------- | ------------------------------------------ |
|      | 30                   | 龙洞（民族文化村）     | ⇆                     | 东山广场                       | 2元                   |                                            |
|      | 133                  | 中山八路               | ⇆                     | 龙口西（穗园小区）             | 2元                   |                                            |
|      | 191                  | 华景新城               | ⇆                     | 市红会医院北门                 | 2元                   |                                            |
|      | 209                  | 坦尾（柏悦湾）         | ⇆                     | 广州火车东站                   | 2元                   |                                            |
|      | 221                  | 锦城花园（东风东）     | ⇆                     | 沥滘                           | 2元                   |                                            |
|      | 233                  | 滘口客运站             | ⇆                     | 广州火车东站                   | 2元                   |                                            |
|      | 245                  | 黄石东（白云尚城）     | ⇆                     | 员村一横路                     | 3元                   |                                            |
|      | 278                  | 汇侨新城               | ↺                     | 白云宾馆                       | 2元                   |                                            |
|      | 280                  | 凰岗（锦东服装城）     | ⇆                     | 广州火车东站                   | 3元                   |                                            |
|      | 287                  | 晓港湾                 | ⇆                     | 动物园（先烈中路）             | 2元                   |                                            |
|      | 301A                 | 广州南站               | ⇆                     | 站前路（西郊大厦）             | 3元                   |                                            |
|      | 545                  | 珠江新城               | ⇆                     | 泽德花苑（市中医院同德围分院） | 2元                   |                                            |
|      | 810                  | 广州火车东站           | ⇆                     | 白云高尔夫花园                 | 3元                   |                                            |
|      | 886                  | 南悦花苑               | ⇆                     | 珠江新城                       | 2元                   |                                            |
|      | B2                   | 广州火车站（草暖公园） | ⇆                     | 东圃                           | 2元                   |                                            |
|      | B2A                  | 广州火车站（草暖公园） | ⇆                     | 汇彩路                         | 2元                   |                                            |
|      | B3                   | 罗冲围                 | ⇆                     | 汇彩路北                       | 2元                   |                                            |
|      | B10                  | 体育中心               | ⇆                     | 地铁天河智慧城站               | 2元                   |                                            |
|      | 大学城专线4大学城4线 | 天平架                 | ⇆                     | 大学城（广大）                 | 3元                   | 15分/班（寒暑假期间30–60分/班）            |
|      | 夜14                 | 广州火车站（草暖公园） | ⇆                     | 东莞庄                         | 3元                   | 27路附属线路                               |
|      | 夜19                 | 罗冲围                 | ⇆                     | 汇彩路北                       | 4元                   | B3路附属线路                               |
|      | 夜25                 | 广州火车站（草暖公园） | ⇆                     | 东圃                           | 3元                   | B2路附属线路                               |
|      | 夜41                 | 广州火车站（草暖公园） | ⇆                     | 保税区（酒博城）               | 4元                   | B28路附属线路                              |
|      | 夜46                 | 奥林匹克体育中心       | ⇆                     | 石化路                         | 4元                   |                                            |
|      | 夜56                 | 广卫路                 | ⇆                     | 赤沙（广东财经大学）           | 3元                   |                                            |
|      | 夜71                 | 燕塘企业               | ⇆                     | 渔沙坦（渔中路）               | 3元                   |                                            |
|      | 夜77                 | 广州白云站公交总站     | ⇆                     | 广州火车东站                   | 3元                   | 810路附属线路 20–30分/班                   |
|      | 夜88                 | 市桥汽车站             | ⇆                     | 广州火车站（草暖公园）         | 4元                   | 301A路附属线路                             |
|      | 夜89                 | 华景新城               | ⇆                     | 宝岗大道                       | 3元                   | 191路附属线路                              |
|      | 夜105                | 南悦花苑               | ⇆                     | 兴民路（天汇广场）             | 4元                   | 经棠下（三元里大道）、天河南 886路附属线路 |
|      | 广高峰快线30         | （广州）体育中心       | ⇆                     | （佛山）万科四季花城           | 2元                   | 广283路附属线路，20–30分/班                |
|      | 高峰快线31           | 已于2025年3月16日停办  | 已于2025年3月16日停办 | 已于2025年3月16日停办          | 已于2025年3月16日停办 | 已于2025年3月16日停办                      |
|      | 高峰快线52           | 已于2024年3月31日停办  | 已于2024年3月31日停办 | 已于2024年3月31日停办          | 已于2024年3月31日停办 | 已于2024年3月31日停办                      |
|      | 节假日公交专线14     | 已于2023年2月26日停办  | 已于2023年2月26日停办 | 已于2023年2月26日停办          | 已于2023年2月26日停办 | 已于2023年2月26日停办                      |

| 编号 | 编号 | 线路                 | 线路                 | 线路                       | 收费                 | 备注                 |
| ---- | ---- | -------------------- | -------------------- | -------------------------- | -------------------- | -------------------- |
|      | 16   | 天平架               | ⇆                    | 凤凰岗                     | 2元                  |                      |
|      | 63   | 锦城花园（东风东）   | ⇆                    | 石槎路（金碧新城）         | 3元                  |                      |
|      | 112  | 已于2025年3月2日停办 | 已于2025年3月2日停办 | 已于2025年3月2日停办       | 已于2025年3月2日停办 | 已于2025年3月2日停办 |
|      | 189  | 机场路               | ⇆                    | 石榴岗（海珠政务服务中心） | 2元                  |                      |
|      | 192  | 水荫路               | ⇆                    | 珠江医院                   | 2元                  |                      |
|      | 221  | 锦城花园（东风东）   | ⇆                    | 沥滘                       | 2元                  |                      |
|      | 223  | 白云路               | ⇆                    | 白云花园                   | 2元                  |                      |
|      | 225  | 滨江东路             | ⇆                    | 机务段                     | 2元                  |                      |
|      | 285  | 云台花园             | ⇆                    | 花地大道南（鹅公村）       | 3元                  |                      |
|      | 287  | 晓港湾               | ⇆                    | 动物园（先烈中路）         | 2元                  |                      |
|      | 夜15 | 同德围（横滘村）     | ⇆                    | 广州火车东站               | 3元                  | 71路附属线路         |

## 利用状况
车站鄰近众多商業樓宇，同时鄰近广东工业大学、执信中学等大中小學校，以及少数住宅区，因此人流一直穩定。在上下学時間，很多大中小學校的師生會使用本站乘坐地铁。
6號線開通後，本站成为换乘车站，全天均有眾多乘客在本站換乘。同時本站B出口離農林下路東風東路口僅百多米，因此把區莊站的服務範圍同時擴展至東風東路口附近。
受限於6號線分離島式站台空間侷促，再加上在本站上下車的換乘客流較大，本站6號線站台在早晚高峰會較為擁擠。
自2017年6月19日起，每逢周五（含公众假期前一天）晚高峰18:00-19:00，本站實施常態化客流控制措施，以維持運營秩序。

## 历史

### 興建及命名
區莊站最早出現在1997年的《廣州市城市快速軌道交通線網規劃研究（最終報告）》，是當時3號線的一個中途站，位置已大致與現時相同。2003年方案中，5號線、6号线在本站設有換乘，同时区庄站成為通車時正式使用的站名。
在本站建设期間，由于施工方和车站旁廣東工業大學宿舍的住户一直无法得到共識，無法順利拆迁。地铁方面只能修改车站建设方案，缩小车站明挖部分面积，原本规则形状的车站北站廳，遂更改成不规则形状。因此客流集散廳面積被縮小，無法設置扶梯連接6號線站台，只能設置兩條樓梯進行換乘。同時原定設在本站上蓋的區域控制中心（控制4、5及6號線）亦被迫取消。此外，本站B出入口原設置在农林下路小学旁边的发廊，遭到该学校多数学生家长的反对。原因在于地铁出入口设置在学校范围内，會令閒雜人等聚集在學校附近。地鐵方面只能把B出口改為在犀牛路口设置。但同样遭到学生家长的反对，原因是B出入口和学校隔了马路，會令小孩上学不安全。但地鐵方面這次沒有作出任何回應。
此外在車站設計中，B出入口通道南端預留有接口，可供未來增建換乘通道，通往當時規劃途經東風路的14號線（現13號線）農林下路站。惟現時13號線農林下路站的規劃設計方案中，車站位於東風東路竹絲崗二馬路口，與區莊站預留接口的距離有逾400米的路程（沿東風東路至農林下路行走）。而農林下路站亦被定位為非換乘站，未有計劃建設換乘通道或預留接口。

### 开通运营
2009年12月28日，本站隨5號線開通而啟用，初期仅启用北站厅以及5号线月台。2013年12月28日下午，本站地下五層的6號線站台、南站厅以及A、B口隨6號線首期開通而啟用。
因本站风亭改造工程施工需要，D出入口于2016年11月4日起封闭，2017年7月8日重新启用。
2020年12月，广州地铁对本站E出入口的地面站厅及负二层的北站厅部分区域进行升级改造，在北站厅负二层北侧增设非付费区通道，以连通E出入口的扶手电梯和专用电梯，而E出入口所在的地面站厅将完全成为非付费区。改造后，E出入口可连通车站原有的非付费区，使得各出入口在非付费区内可互相连通。相关改造已于2021年1月初完成。

### 意外事件
- 2006年4月24日凌晨4时，区庄站施工工地的风管发生爆炸，造成四名施工人员一死三伤[12]。
- 2014年7月9日上午8时53分，5号线一列车有乘客携带的保温瓶碎裂，由于瓶子内胆含有液化氮保温材料，碎裂时液化氮呈液雾状散出，引发部分乘客恐慌走避。为确保安全，调度人员组织该列车在区庄站清客。後續列車亦因本次事件受到延誤[13]。